# Síndrome carcinoide
Síndrome carcinoide é um grupo de sintomas que ocorrem como consequência de um tumor carcinoide em estágio avançado. A síndrome inclui rubor facial e torácio, cólica e diarreia e, menos frequentemente, a insuficiência cardíaca e a broncoconstrição. O tumor carcinoide causa esses sintomas quando secreta principalmente de serotonina e calicreína.

## Causa
A síndrome carcinoide é causada por um tumor carcinoide que secreta serotonina e hormônios na corrente sanguínea. Os tumores carcinoides aparecem geralmente no trato gastrointestinal (estômago, intestino delgado, apêndice, cólon ou reto) ou nos pulmões. Na maioria dos casos, o fígado neutraliza de forma eficaz os hormônios secretados por tumores do trato gastrointestinal antes que eles tenham a chance de causar sintomas. No entanto, quando um tumor se espalha (faz metástase) para o próprio fígado, estes tumores podem secretar substâncias que não são neutralizados antes de se espalhar pela corrente sanguínea sistêmica. A maioria das pessoas que sofrem de síndrome carcinoide ter um câncer avançado que se espalhou para o fígado. Quando o tumor aparece nos pulmões podem espalhar pelo organismo antes de passar pelo fígado para serem neutralizados.

## Sinais e sintomas
A síndrome carcinoide ocorre em aproximadamente 5% dos tumores carcinoides, que se manifestam quando substâncias vasoativas dos tumores entram na circulação do sangue. Este é o caso quando os tumores carcinoides metástase para o fígado ou que surgem, por exemplo, nos brônquios.
O achado clínico mais importante é o rubor, geralmente da cabeça e parte superior do tórax. Diarreia secretora e cólicas abdominais também são características da síndrome. Quando a diarreia é intensa pode levar a perturbações do eletrólito e desidratação. Outros sintomas associados são náuseas e vómitos. Broncoconstrição, que pode ser induzida pela histamina, afetam um menor número de pacientes e, muitas vezes acompanha o rubor. Cerca de 50% dos pacientes apresentam anormalidades cardíacas, causadas pela serotonina induzindo fibrose cardíaca. Os níveis elevados de serotonina em circulação têm sido associadas com a insuficiência cardíaca, devida a depósitos fibrosos no endocárdio. Estes depósitos são provavelmente responsáveis pela degeneração fibrosa do aparelho da válvula. A dor abdominal é devido a reação desmoplástica do mesentério ou pela metástase hepática.

## Diagnóstico
Com um certo grau de suspeita clínica, o teste inicial mais útil é o teste de urina por 24 horas para verificação dos níveis de 5-HIAA (ácido 5-hidroxiindoleacético), o produto final do metabolismo da serotonina. Os pacientes com a síndrome carcinoide excretam normalmente mais do que 25 mg de 5-HIAA por dia. Para a localização de ambas as lesões primárias e metástases, o método de imagem inicial é Octreoscan.

## Tratamento
Para alívio dos sintomas, usa-se a octreotida para diminuir a serotonina e ciproheptadina para reduzir a histamina. A cirurgia para retirada do tumor e a quimioterapia são tratamentos alternativos.

## Prognóstico
O prognóstico varia. Ele é de 5 anos para 95% dos indivíduos sem metástase e 80% também de 5 anos com metástase no fígado. O tratamento desde o início com octreotida aumenta  para 12 anos.